# Евменьев, Роман Владимирович
Рома́н Влади́мирович Евме́ньев (30 января 1979) — российский футболист, полузащитник.

## Карьера
Начинал карьеру в 1997 году в клубе Третьего дивизиона «Бештау» Лермонтов. Далее перешёл в калининградскую «Балтику», однако участия в матчах высшей лиги не принимал и вскоре отправился в белгородский «Салют-ЮКОС». В 1998 году был заявлен «Нартом» Черкесск, но на поле так и не вышел и в 1999 году вернулся в «Бештау». Второй круг того сезона проводил в клубе второго дивизиона «Арзамас». В 2000 году играл за «Светотехнику» Саранск, за которую провёл 3 матча. Далее снова получил возможность дебютировать в «Балтике», однако вновь остался на скамейке запасных. Отыграв полгода в «Балаково», перебрался на Украину, где выступал за кировоградскую «Звезду» и «Зарю» Луганск. В 2005—2006 годах играл в молдавском «Нистру» Отачь. Сезон 2006 года доигрывал в назранском «Ангуште», но после того как клуб лишился профессионального статуса, был вынужден искать новую команду. В марте 2008 года находился на просмотре в ставропольском «Динамо», однако с ним не был подписан контракт, и Евменьев отправился в «Химик» Дзержинск, за который отыграл два матча в Кубке России. Последним профессиональным клубом было «Знамя Труда» Орехово-Зуево.